# Phalaenopsis gigantea
Phalaenopsis gigantea J.J.Sm., 1909  è una pianta della famiglia delle Orchidacee, endemica del Borneo.

## Descrizione
È un'orchidea di grandi dimensioni che cresce epifita nel sottobosco delle foreste pluviali, caratterizzata da un breve stelo completamente avvolto dalle brattee fogliari basali, con  cinque o sei foglie embricate, pendule, coriacee, da ellittiche a oblungo-ovate, ottuse all'apice, di colore verde bluastro e lucide su entrambe le pagine. La fioritura può avvenire in qualsiasi momento dell'anno ma è più probabile tra la tarda estate e l'inizio autunno e dà luogo a un'infiorescenza lunga fino a 40 cm, racemosa o paniculata, pendula e portante molti fiori. Questi sono grandi mediamente da 4 a 7 cm, delicatamente profumati, robusti e cerosi, di colore crema screziato di marrone e con una macchia arancione sul labello .

## Distribuzione e habitat
La specie è endemica del Borneo.
Cresce nel sottobosco delle foreste pluviali, in pianura e in collina, fino a 400 metri di quota.

## Sinonimi
Polychilos gigantea  (J.J.Sm.) Shim, 1982

Phalaenopsis gigantea var. decolorata Braem ex Holle-De Raeve, 1991

Phalaenopsis gigantea var. aurea Christenson, 2001

Phalaenopsis gigantea f. decolorata (Braem ex Holle-De Raeve) Christenson, 2001

## Coltivazione
Questa pianta richiede ombra, temendo la luce del sole e temperature elevate, almeno nella stagione di fioritura quando gradisce nebulizzazioni. La fioritura può avvenire sulle parti rimaste verdi delle vecchie infioriture, quindi è consigliabile non asportarle..